# Job Kinyor
Job Koech Kinyor (né le 2 septembre 1990) est un athlète kényan, spécialiste du 800 mètres.

## Biographie
Il remporte la médaille de bronze du 800 mètres lors des Jeux africains 2011 de Maputo, au Mozambique, terminant en 1 min 46 s 42 derrière l'Algérien Taoufik Makhloufi et l'autre Kényan Boaz Lalang.
Il améliore son record personnel en mai 2012 en établissant la marque de 1 min 43 s 76 lors du meeting de Doha où il termine deuxième de la course derrière son compatriote David Rudisha.
En 2014, il remporte la médaille d'or du relais 4 × 800 mètres lors des premiers relais mondiaux de l'IAAF, à Nassau aux Bahamas, en compagnie de Ferguson Rotich, Sammy Kirongo et Alfred Kipketer.
En 2015 Job Kinyor obtient à nouveau la troisième place aux Jeux africains.

## Palmarès
| Date | Compétition               | Lieu        | Résultat | Épreuve   | Temps         |
| ---- | ------------------------- | ----------- | -------- | --------- | ------------- |
| 2011 | Jeux africains            | Maputo      | 3e       | 800 m     | 1 min 46 s 52 |
| 2014 | Relais mondiaux de l'IAAF | Nassau      | 1er      | 4 × 800 m | 7 min 8 s 40  |
| 2015 | Jeux africains            | Brazzaville | 3e       | 800 m     | 1 min 50 s 79 |

### Records
| Épreuve | Performance   | Lieu | Date        |
| ------- | ------------- | ---- | ----------- |
| 800 m   | 1 min 43 s 76 | Doha | 11 mai 2012 |